# Gerardo Veronski
Gerard (lat. Gerardus, Girardus) (Verona, poč. 12. st. – Sipont, 1175.), talijanski svećenik, splitski nadbiskup i metropolit (1167. – 1175.) i doživotni legat Apostolske stolice (legatus apostolicae sedis). Jedini izvor informacija za njegov život i imenovanje za splitskog nadbiskupa je kronika Historia Salonitana Tome Arhiđakona (o. 1200. – 1248.).
Godine 1167. papa Aleksandar III. (1159. – 1181.) imenovao ga je i zaredio za splitskog nadbiskupa. U Splitu je Gerard nastojao srediti crkvenopravne prilike u nadbiskupiji. Iz papina pisma upućena splitskom svećenstvu 20. lipnja 1170. godine doznaje se da su Splićani nastojali nagovoriti nadbiskupa da pođe položiti, u svoje i njihovo ime, zakletvu vjernosti caru Manuelu I. Komnenu (1143. – 1181.) u Carigrad, što je Gerard odbio i umjesto toga otišao k papi u Rim. Nakon obećanja da ga neće siliti na put u Carigrad, Gerardo se vratio u Split, no u međuvremenu imenovan je 1173. i za sipontskog nadbiskupa te je za svog namjesnika imenovao vikara ili arhiđakona.